# Lujkî, Nîjnohirskîi
Lujkî (în ucraineană Лужки) este un sat în comuna Iakîmivka din raionul Nîjnohirskîi, Republica Autonomă Crimeea, Ucraina.

## Demografie
Componența lingvistică a localității Lujkî
     Rusă (63,06%)
     Tătară crimeeană (24,84%)
     Ucraineană (4,46%)
Conform recensământului din 2001, majoritatea populației localității Lujkî era vorbitoare de rusă (63,06%), existând în minoritate și vorbitori de tătară crimeeană (24,84%) și ucraineană (4,46%).